# Бругера, Серхи
Серхи Бругера Торнер (исп. Sergi Bruguera Torner; род. 16 января 1971 года в Барселоне, Испания) — испанский профессиональный теннисист. Двукратный победитель Открытого чемпионата Франции по теннису (1993, 1994), серебряный призёр Олимпийских игр 1996 года в Атланте в мужском одиночном разряде.

## Спортивная карьера
Выиграв юниорский чемпионат Испании в 1987 году, Серхи Бругера в следующем году переходит в профессионалы. Свой первый турнир серии ATP Challenger он выигрывает в 1989 году в Каире. Этот год он заканчивает на 26-й позиции в рейтинге Ассоциации теннисистов-профессионалов (АТР) и признаётся этой организацией «Новичком года».
Первый раз Бругера победил в турнире в парном разряде в 1990 году (турнир серии Championship Series в Гамбурге, в паре с Джимом Курье) и первый раз пробился в финал турнира АТР в одиночном разряде в Гштаде (Швейцария) в том же году. На Открытом чемпионате Франции того же года Бругера, занимающий в рейтинге 46-ю позицию, уже в первом круге вывел из борьбы посеянного под вторым номером Стефана Эдберга. Эдберг сумел в трёх сетах взять у недавнего юниора только семь геймов, и после матча его тренер Тони Пикард заявил, что у него нет цензурных слов, чтобы охарактеризовать эту игру). В 1991 году Бругера выиграл свой первый турнир АТР в одиночном разряде (Отлрытый чемпионат Эшторила, Португалия).
В 1992—1994 годах Бругера выигрывает по три-четыре турнира в год, как правило, на грунтовых кортах, в том числе дважды подряд Открытый чемпионат Франции (1993 и 1994), достигнув в 1994 году своей наивысшей, четвёртой позиции в рейтинге. Победы на кортах Ролан Гаррос были весьма убедительными — в 1993 году Бругера отдал соперникам за весь турнир всего три сета, а в 1994 году — только два. Как оказалось впоследствии, в том же сезоне 1994 года 23-летний испанец выиграл свой последний в карьере турнир ATP — в начале августа он победил на турнире в Чехии. В ноябре 1994 года участвовал в московском Кубке Кремля, но, будучи первым сеяным, уступил в первом же круге словаку Каролю Кучере. В следующие два года выступал хуже, пропустил несколько месяцев из-за разрыва связок и опустился в итоге до 81-го места в рейтинге; 1995 год становится для Бругеры последним в составе сборной страны на Кубке Дэвиса. Единственным крупным успехом в 1996 году становится для Бругеры неожиданное участие в финале Олимпийских игр в Атланте, где он уступает почти без борьбы Андре Агасси.
В 1997 году Бругера вновь добивается успехов. Хотя он не выигрывает ни одного турнира, но участвует в четырёх финалах, в том числе Открытого чемпионата Франции (поражение от Густава Куэртена), и, поднявшись после травмы лодыжки с 81-го места в рейтинге до восьмого, удостаивается звания «Возвращение года АТР». После этого Бругера только один раз попадает в финал турнира АТР (в 2000 году) и заканчивает выступления в 2002 году участием в двух турнирах в Испании.
Между 1990 и 1995 годом Бругера провёл 23 игры за сборную Испании в Кубке Дэвиса: 11 побед и 9 поражений в одиночном разряде, одна победа и два поражения в парах. Бругера также семь раз с 1990 по 1998 год выступал за сборную Испании в рамках командного чемпионата мира по теннису, выиграл с ней этот турнир в 1992 году и дошёл до финала в 1994 году (в финале сборная уступила Германии, Бругера проиграл Михаэлю Штиху).

## Финалы турниров АТП за карьеру (38)
| Легенда                    |
| Турниры Большого шлема (3) |
| Кубок Мастерс (0)          |
| Финал Олимпийских игр (1)  |
| ATP Masters (6)            |
| Чемпионат ATP (4)          |
| ATP-тур (24)               |

### Одиночный разряд (35)

#### Победы (14)
| №   | Дата        | Турнир                                          | Покрытие | Соперник в финале   | Счёт финала              |
| 1.  | 1 апр 1991  | Открытый чемпионат Эшторила, Оэйраш, Португалия | Грунт    | Карел Новачек       | 7-6(7), 6-1              |
| 2.  | 22 апр 1991 | Monte-Carlo Open, Монако                        | Грунт    | Борис Беккер        | 5-7, 6-4, 7-6(6), 7-6(4) |
| 3.  | 30 сен 1991 | Открытый чемпионат Афин, Греция                 | Грунт    | Хорди Арресе        | 7-5, 6-3                 |
| 4.  | 27 апр 1992 | Гран-при Мадрида, Испания                       | Грунт    | Карлос Коста        | 7-6(6), 6-2, 6-2         |
| 5.  | 6 июл 1992  | Allianz Suisse Open, Гштад, Швейцария           | Грунт    | Франсиско Клавет    | 6-1, 6-4                 |
| 6.  | 28 сен 1992 | Палермо, Италия                                 | Грунт    | Эмилио Санчес       | 6-1, 6-3                 |
| 7.  | 19 апр 1993 | Monte-Carlo Open (2)                            | Грунт    | Седрик Пьолин       | 7-6(2), 6-0              |
| 8.  | 24 мая 1993 | Открытый чемпионат Франции, Париж               | Грунт    | Джим Курье          | 6-4, 2-6, 6-2, 3-6, 6-3  |
| 9.  | 5 июл 1993  | Allianz Suisse Open, Гштад (2)                  | Грунт    | Карел Новачек       | 6-3, 6-4                 |
| 10. | 2 авг 1993  | Открытый чемпионат Чехии, Прага                 | Грунт    | Андрей Чесноков     | 7-5, 6-4                 |
| 11. | 13 сен 1993 | Grand Prix Passing Shot, Бордо, Франция         | Хард     | Диего Наргисо       | 7-5, 6-2                 |
| 12. | 23 мая 1994 | Открытый чемпионат Франции (2)                  | Грунт    | Альберто Берасатеги | 6-3, 7-5, 2-6, 6-1       |
| 13. | 4 июл 1994  | Allianz Suisse Open, Гштад (3)                  | Грунт    | Ги Форже            | 3-6, 7-5, 6-2, 6-1       |
| 14. | 1 авг 1994  | Открытый чемпионат Чехии (2)                    | Грунт    | Андрей Медведев     | 6-3, 6-4                 |

#### Поражения (21)
| №   | Дата        | Турнир                                          | Покрытие  | Соперник в финале | Счёт финала           |
| 1.  | 9 июл 1990  | Allianz Suisse Open, Гштад, Швейцария           | Грунт     | Мартин Хайте      | 6-3, 6-7, 6-2, 6-2    |
| 2.  | 10 сен 1990 | Женева, Швейцария                               | Грунт     | Хорст Скофф       | 7-6, 7-6              |
| 3.  | 8 апр 1991  | Trofeo Conde de Godó, Барселона, Испания        | Грунт     | Эмилио Санчес     | 6-4, 7-6, 6-2         |
| 4.  | 8 июл 1991  | Allianz Suisse Open, Гштад (2)                  | Грунт     | Эмилио Санчес     | 6-1, 6-4, 6-4         |
| 5.  | 30 мар 1992 | Открытый чемпионат Эшторила, Оэйраш, Португалия | Грунт     | Карлос Коста      | 4-6, 6-2, 6-2         |
| 6.  | 14 сен 1992 | Grand Prix Passing Shot, Бордо, Франция         | Грунт     | Андрей Медведев   | 6-3, 1-6, 6-2         |
| 7.  | 5 окт 1992  | Открытый чемпионат Афин, Греция                 | Грунт     | Хорди Арресе      | 7-5, 3-0, отказ       |
| 8.  | 8 фев 1993  | Milan Indoor, Италия                            | Ковёр (I) | Борис Беккер      | 6-3, 6-3              |
| 9.  | 5 апр 1993  | Trofeo Conde de Godó, Барселона (2)             | Грунт     | Андрей Медведев   | 6-7(7), 6-3, 7-5, 6-4 |
| 10. | 26 апр 1993 | Гран-при Мадрида, Испания                       | Грунт     | Стефан Эдберг     | 6-3, 6-3, 6-2         |
| 11. | 27 сен 1993 | Палермо, Италия                                 | Грунт     | Томас Мустер      | 7-6(2), 7-5           |
| 12. | 31 янв 1994 | Dubai Tennis Championships, ОАЭ                 | Хард      | Магнус Густафсон  | 6-4, 6-2              |
| 13. | 18 апр 1994 | Monte-Carlo Open, Монако                        | Грунт     | Андрей Медведев   | 7-5, 6-1, 6-3         |
| 14. | 25 апр 1994 | Гран-при Мадрида (2)                            | Грунт     | Томас Мустер      | 6-2, 3-6, 6-4, 7-5    |
| 15. | 15 мая 1995 | Открытый чемпионат Италии по теннису, Рим       | Грунт     | Томас Мустер      | 3-6, 7-6(5), 6-2, 6-3 |
| 16. | 22 июл 1996 | Олимпийские игры, Атланта, США                  | Хард      | Андре Агасси      | 6-2, 6-3, 6-1         |
| 17. | 24 фев 1997 | Milan Indoor (2)                                | Ковёр (I) | Горан Иванишевич  | 6-2, 6-2              |
| 18. | 17 мар 1997 | Lipton Championships, Майами, США               | Хард      | Томас Мустер      | 7-6(6), 6-3, 6-1      |
| 19. | 26 мая 1997 | Открытый чемпионат Франции, Париж               | Грунт     | Густаво Куэртен   | 6-3, 6-4, 6-2         |
| 20. | 21 июл 1997 | Открытый чемпионат Хорватии, Умаг               | Грунт     | Феликс Мантилья   | 6-3, 7-5              |
| 21. | 24 июл 2000 | Открытый чемпионат Сан-Марино                   | Грунт     | Алекс Калатрава   | 7-6(7), 1-6, 6-4      |

### Парный разряд (3)

#### Победы (3)
| №  | Дата        | Турнир                               | Покрытие | Партнёр            | Соперники в финале         | Счёт в финале |
| 1. | 7 мая 1990  | Открытый чемпионат Германии, Гамбург | Грунт    | Джим Курье         | Удо Риглевски Михаэль Штих | 7-6, 6-2      |
| 2. | 11 июн 1990 | Флоренция, Италия                    | Грунт    | Орасио де ла Пенья | Луис Маттар Диего Перес    | 3-6, 6-3, 6-4 |
| 3. | 9 сен 1991  | Женева, Швейцария                    | Грунт    | Марк Россе         | Ула Юнссон Пер Хенрикссон  | 3-6, 6-3, 6-2 |